# MC Frontalot
Damian Hess, beter bekend als MC Frontalot is een hiphop muzikant en zelfverklaarde 579ste beste rapper in de wereld. Hij is bekend in de nerdcore-scene en videospellen-cultuur. Hess wordt beschouwd als de started van het nerdcore-genre.
In 2000 nam Damian Nerdcore Hiphop op, het werd een hit in de geek en nerd scene. Hij gaf hiermee een naam aan het genre , dat sindsdien is blijven groeien. Hoewel velen hem beschouwen als de bezieler van het genre, zegt Hess dat er voorheen al artiesten waren die hem beïnvloeden

## Discografie

### Studioalbums
- Nerdcore Rising (2005)
- Secrets from the Future (2007)
- Final Boss (2008)
- Zero Day (2010)
- Solved (2011)

- Library of Congress Control Number: no2011143612
- MusicBrainz: abc7cbc7-a3bc-449a-867e-f8b22dded93c
- Virtual International Authority File: 178940001
- WorldCat: E39PBJbCRMyKPW3TyyTxvhrXh3